# Gruta dos Encantados
A Gruta dos Encantados é uma gruta portuguesa localizada na freguesia dos Rosais, concelho de Velas, ilha de São Jorge, arquipélago dos Açores.
Esta cavidade apresenta uma geomorfologia de origem vulcânica em forma de tubo de lava localizado em planalto.
Este acidente geológico tem um comprimento de 24 m. por uma largura máxima de 9 m. e por uma altura também máxima de 3,5 m.